# Офіс публічної інформації Великої Британії
Офіс публічної інформації Великої Британії (англ. Office of Public Sector Information, OPSI) — орган, відповідальний за роботу Канцелярії Її Величності (англ. Her Majesty's Stationery Office, HMSO).
Офіс публічної інформації було створено 2005 року згідно з директивою Єврокомісії, а вже 2006 року його було приєднано до Національного архіву Великої Британії. З того часу він існує як один з підрозділів Національного архіву.

## Див також
- Департаменти уряду Великої Британії